# Boris Grudsky
Boris (Ber) Grudsky (qui devient Georges Boris ; né à Bialystock, alors dans l'Empire russe, aujourd'hui en Pologne le 11 décembre 1886, et mort le 24 septembre 1914 dans la Somme) est un rabbin français, rabbin de Lunéville (Meurthe-et-Moselle), qui disparaît au front durant la Première Guerre mondiale.

## Éléments biographiques
Boris Grudsky est né en 1886 à Bialystock, alors dans l'Empire russe (aujourd'hui en Pologne).
Il immigre à Paris vers 1900 pour faire ses études au Séminaire israélite de France (SIF).
Durant ses études au séminaire, il fait un séjour aux États-Unis, pour des raisons familiales. Il est impressionné par le judaïsme américain.

## Rabbin de Lunéville
Boris Grudsky devient rabbin de Lunéville à l'âge de 27 ans.

## Première Guerre mondiale
Le rabbin Boris Grudsky est mobilisé en 1914 comme caporal au 177e d'infanterie.
Il part au front en fin d'août 1914.
Il refuse de servir comme aumônier militaire, préférant le poste de combattant.
Le 24 septembre 1914, il est blessé à La Fonchette (Fonches-Fonchette) (Somme).
Il est porté officiellement disparu et mort le 24 septembre 1914.
Une plaque commémorative se trouve dans la synagogue du Séminaire israélite de France (SIF), dans le 5e arrondissement de Paris.